# 塞朗河畔瓦尔罗梅
塞朗河畔瓦尔罗梅（法語：Valromey-sur-Séran，法語發音：[valʁɔmɛ syʁ seʁɑ̃]）是法国安省的一个市镇，属于贝莱区。该市镇于2019年由原市镇贝尔蒙-吕泰济约、洛尼约、叙特里约和维约合并而成。

## 地名
塞朗河（Séran）是法国安省的一条河流，是罗讷河的右支流。瓦尔罗梅（Valromey）是法国安省的一个历史地区与山谷。

## 地理
塞朗河畔瓦尔罗梅（45°52'53"N, 5°39'44"E）面积56.71 平方千米，位于法国奥弗涅-罗讷-阿尔卑斯大区安省，该省份为法国东部省份，北起汝拉省，西北接索恩-卢瓦尔省，西接罗讷省和里昂大都会，南至伊泽尔省，东与萨瓦省、上萨瓦省和瑞士接壤。
与塞朗河畔瓦尔罗梅接壤的市镇（或旧市镇、城区）包括：普拉托多特维尔、大维里约、圣马丹德巴韦勒、阿特马尔、塔利雪、瓦尔罗梅地区阿尔维耶尔、瓦尔罗梅地区香槟、上瓦尔罗梅。
塞朗河畔瓦尔罗梅的时区为UTC+01:00、UTC+02:00（夏令时）。

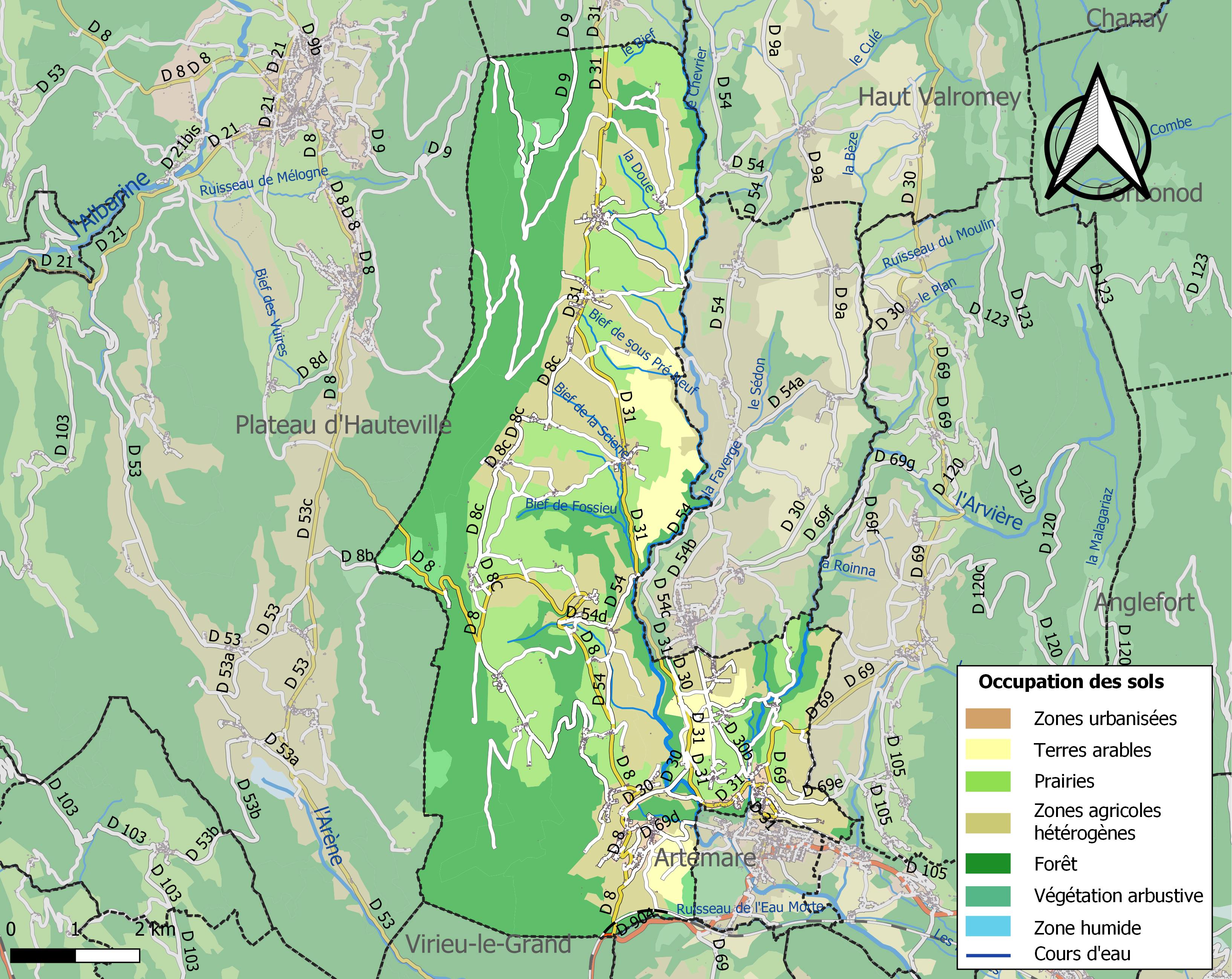
塞朗河畔瓦尔罗梅的OSM定位图

## 行政
塞朗河畔瓦尔罗梅的邮政编码为01260，INSEE市镇编码为01036。

## 政治
塞朗河畔瓦尔罗梅所属的省级选区为普拉托多特维尔县。

## 人口
塞朗河畔瓦尔罗梅于2022年1月1日时的人口数量为1350人。